# Akko rossi
 Akko rossi és una espècie de peix de la família dels gòbids i de l'ordre dels perciformes.

## Morfologia
- Els mascles poden assolir 9 cm de longitud total.[5]

## Hàbitat
És un peix marí, de clima tropical i demersal que viu entre 7-10 m de fondària.

## Distribució geogràfica
Es troba al Pacífic oriental central: el Golf de Fonseca (El Salvador).